# Jamestown Rebels
Jamestown Rebels är ett amerikanskt juniorishockeylag som spelar i North American Hockey League (NAHL) sedan 2015, dock de tre första åren med namnen Aston Rebels och Philadelphia Rebels. Laget grundades dock redan 2008 som Wenatchee Wild och var baserat i Wenatchee i Washington. 2013 ville Wilds ägare att laget skulle ansluta sig till British Columbia Hockey League (BCHL), de skickade existerande Wild till Hidalgo i Texas för att vara Rio Grande Valley Killer Bees medan de köpte Fresno Monsters och flyttade dem från Fresno i Kalifornien till Wenatchee och anslöts sig som tänkt till BCHL. De spelar sina hemmamatcher i inomhusarenan Northwest Arena, som har en publikkapacitet på 1 900 åskådare vid ishockeyarrangemang, i Jamestown, New York. Rebels har vunnit en Robertson Cup, som delas ut till det lag som vinner NAHL:s slutspel, för säsongen 2016–2017.
De har ännu inte fostrat någon nämnvärd spelare.